# Xã Eden Valley, Quận Renville, Bắc Dakota
Xã Eden Valley (tiếng Anh: Eden Valley Township) là một xã thuộc quận Renville, tiểu bang Bắc Dakota, Hoa Kỳ. Năm 2010, dân số của xã này là 44 người.